# Parafia św. Apostołów Piotra i Pawła w Tworyczowie
Parafia Świętych Apostołów Piotra i Pawła w Tworyczowie – parafia należąca do dekanatu Szczebrzeszyn diecezji zamojsko-lubaczowskiej. 
Parafia została utworzona w 1937. Mieści się pod numerem 12. Prowadzą ją księża diecezjalni.
Do parafii należą wierni z następujących miejscowości: Elizin, Gruszka Mała Druga (część), Kitów, Sułowiec (część), Sułów, Sułów-Kolonia, Sułówek, Tworyczów

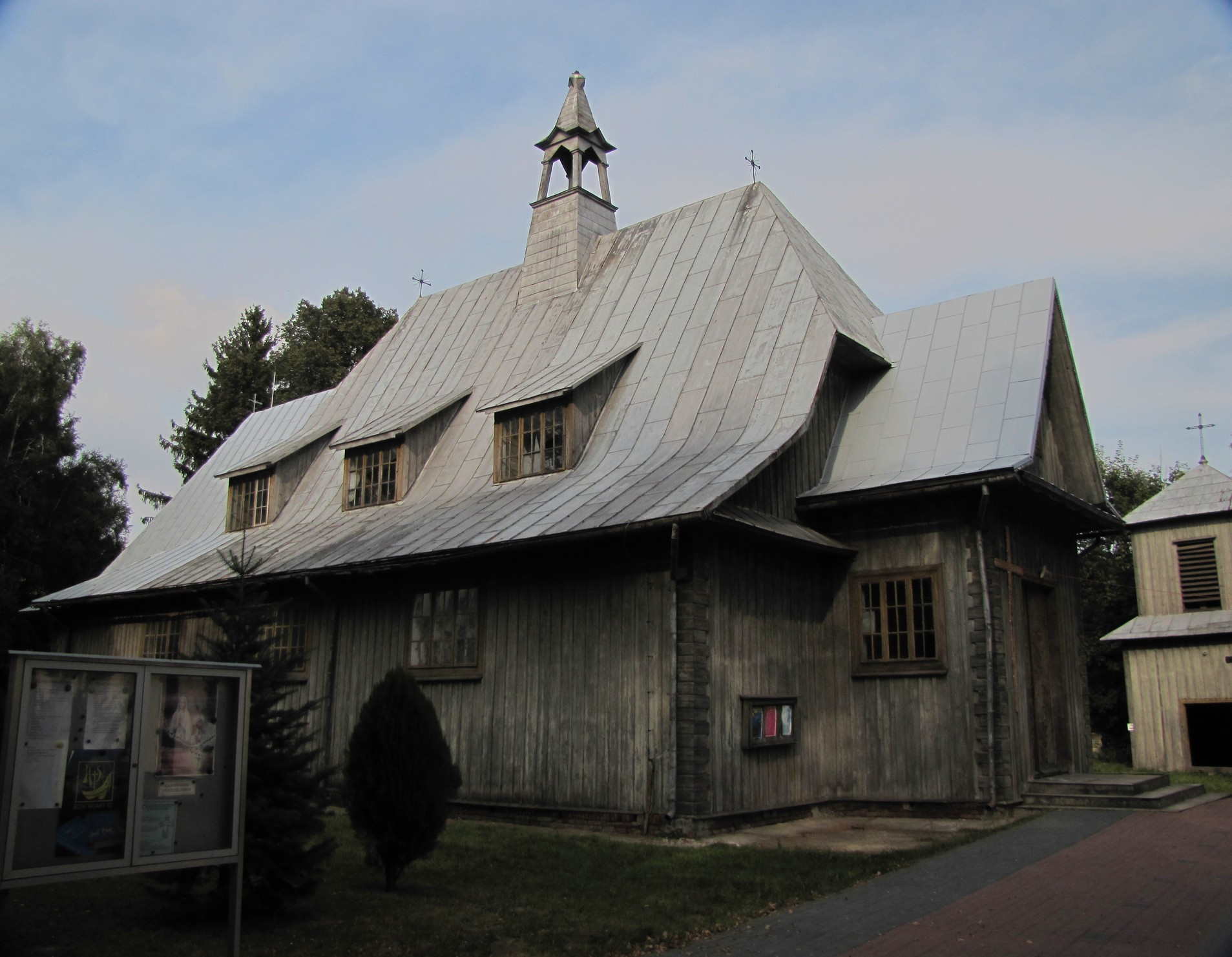
dawny kościół parafialny